# سیلوینا دلیا
سیلوینا دلیا (انگلیسی: Silvina D'Elía؛ زادهٔ ۲۵ آوریل ۱۹۸۶) بازیکن هاکی روی چمن اهل آرژانتین است. سیلوینا قهرمان جام جهانی 2010، پنج جام قهرمانان، مدال نقره بازی های المپیک تابستانی 2012 لندند و دو جام پان آمریکا شد.